# James Scott (músico)

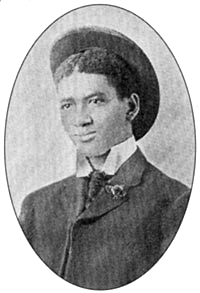
James Scott

James Sylvester Scott (Neosho, Misuri, 12 de febrero de 1885 - Kansas City, Kansas, 30 de agosto de 1938) fue un compositor y pianista de rag. Scott fue un artesano que supo crear obras de calidad siempre notable dentro de su formato estándar.

## Trayectoria
De formación principalmente autodidacta, recibió algunas clases de música por parte de John Coleman, pianista negro, que le enseñó a leer música y a refinar su técnica pianística. A los 13-14 años, se trasladó a Ottawa y en 1900 a Carthage, donde publicó a los 17 años su primera composición, A Summer Breeze.
Trabajó como empleado de una tienda de discos en Carthage, y en 1914 se marchó a San Luis, donde ya conocía a Scott Joplin. Trabajó allí como profesor de piano y luego como organista y arreglista en el Panama Theater.
Se trasladó en 1919 a Kansas City, lugar donde publicó sus composiciones hasta 1922, fecha de aparición de su famoso Broadway Rag, y donde siguió trabajando como profesor y director de banda.
Muerta su esposa, se trasladó a Kansas, donde terminaría sus días trabajando como compositor.

## Discografía
- 1906: Classic Ragtime from Rare Piano Rolls